# 8.8厘米KwK 43炮

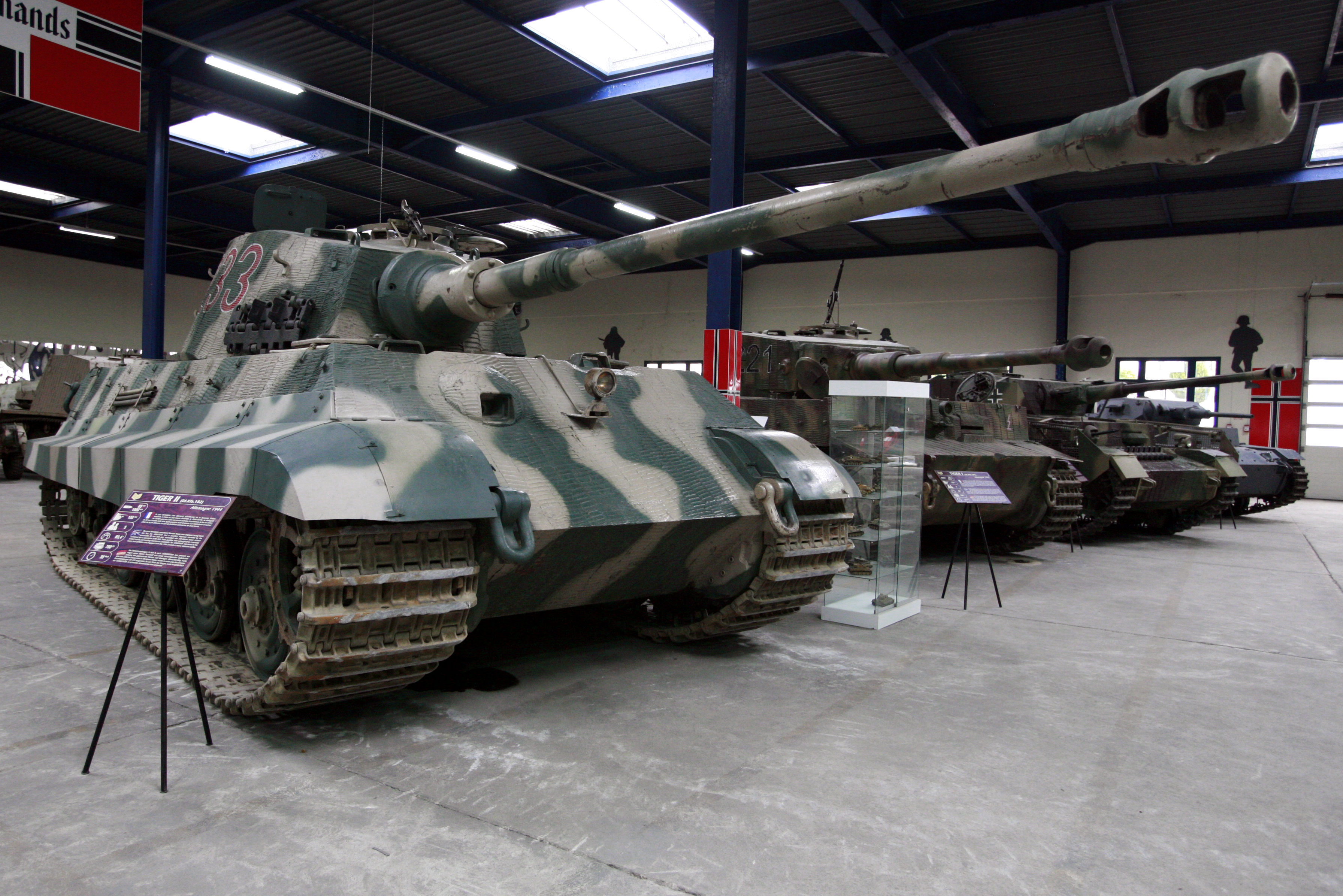
裝備88毫米KwK 43戰車炮的虎II坦克，法國索繆爾戰車博物館。

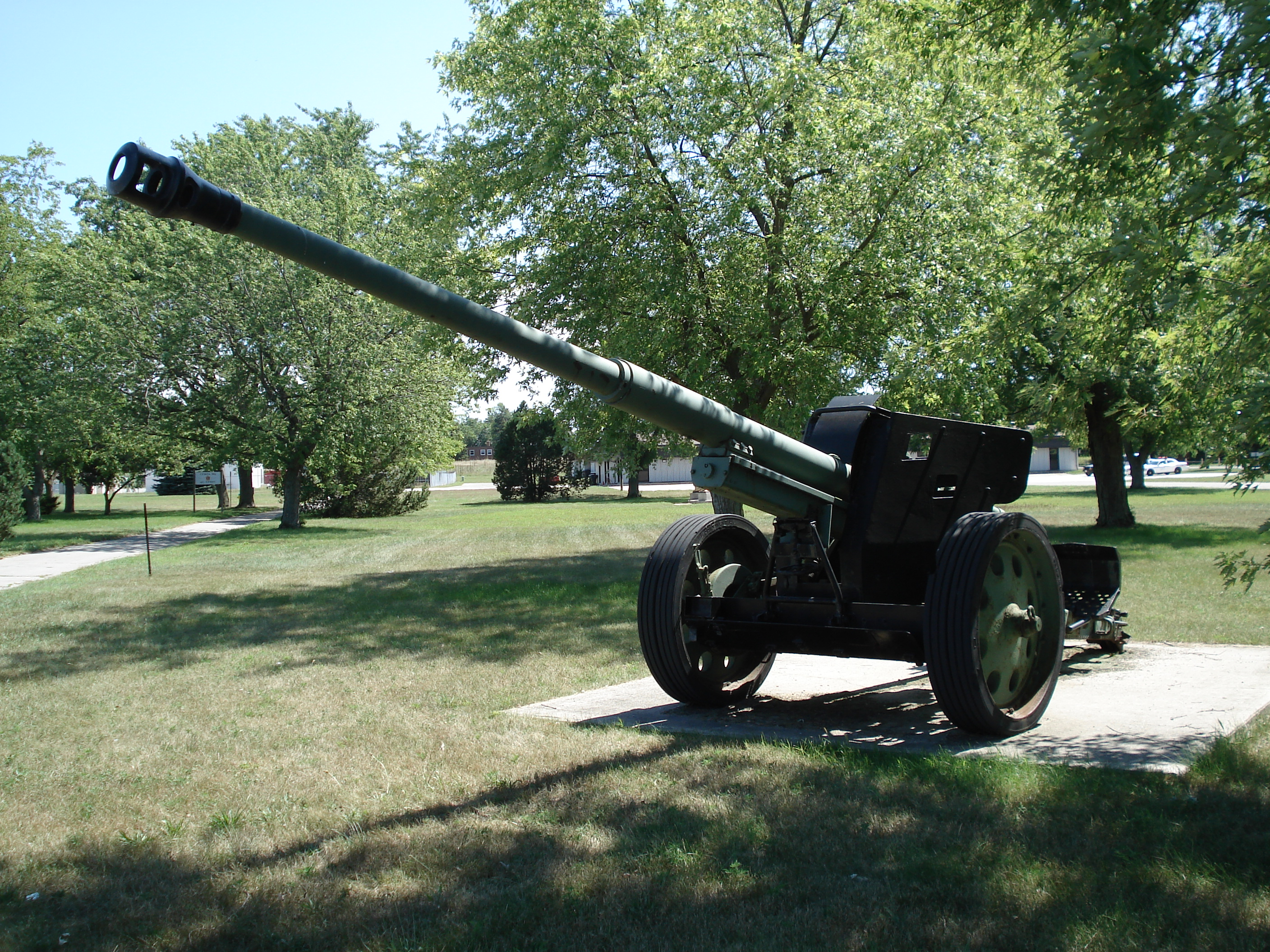
一門位於加拿大博登軍事博物館的88毫米PaK 43反戰車炮。

8.8厘米KwK 43 L/71坦克炮 (德語：KampfWagenKanone—坦克炮) 是在第二次世界大戰中，克魯伯公司所設計，德意志國防軍所使用的一門坦克炮。它是虎II坦克的主武器，並且是在第二次世界大戰中作為放在擁有可轉動炮塔的戰車上最具威力的一門炮。
PaK 43是這門炮的反坦克版。而PaK 43也安裝在各種車輛上，例如：獵豹驅逐戰車，犀牛式驅逐戰車和婓迪南/象式。其中，犀牛驅逐戰車是第一輛裝備KwK/Pak 43系列的車輛。
KwK/Pak 43系列內有：PaK 43 (十字形支架), PaK 43/41 (雙輪分離牽引式)，PaK 43/1 (犀牛), and PaK 43/2 (婓迪南/象式), 以上的都使用一体式炮管；而PaK 43/3和PaK 43/4 (獵豹)以及KwK 43 (虎II) 則使用分节式炮管。

## 性能
6.24米的KwK 43炮管比虎式坦克上的88 mm KwK 36 L/56還要長1.3米。而且KwK 43炮彈的發射藥桶比KwK 36的更高更寬，這樣就允許炮彈中放入更多的發射藥，而KwK/Pak 43系列中的各種彈藥都是互通的。
最初生產的KwK/Pak 43使用一体式炮管，但由於更高的初速和膛壓，使炮管更容易磨損。於是後來改為两节式炮管，在對性能沒有太大影響的同時可以更快更簡單地更換磨損的炮管。
由於這門炮有較高的膛壓，所以需要設計應對高膛壓的穿甲彈。而新的炮彈比起以前由8.8 cm KwK36及PaK 43所使用的炮彈擁有更寬的彈帶，使新炮彈的重量增加至10.4公斤。 然而在將舊的PzGr.39-1完全換裝成新的PzGr.39/43炮彈其間只提供了不足500發PzGr.39-1予裝備KwK/Pak 43系列的部隊使用。由於炮管磨損及舊炮彈較窄的彈帶，所以可能導致膛壓有所損失。而新的PzGr.39/43炮彈可以在炮管完全磨損前避免以上情況發生。
PzGr.39-1總重：10.2公斤 (沒有引信及彈頭裝藥為 9.87公斤)
PzGr.39/43總重：10.4公斤 (沒有引信及彈頭裝藥為 10.06公斤)
兩種炮彈上所使用的都是312克Bd.Z. 5127引信和59克阿馬托炸藥，引信在击穿裝甲后30毫米引爆装药，达到最大毁伤效果。

## 彈藥

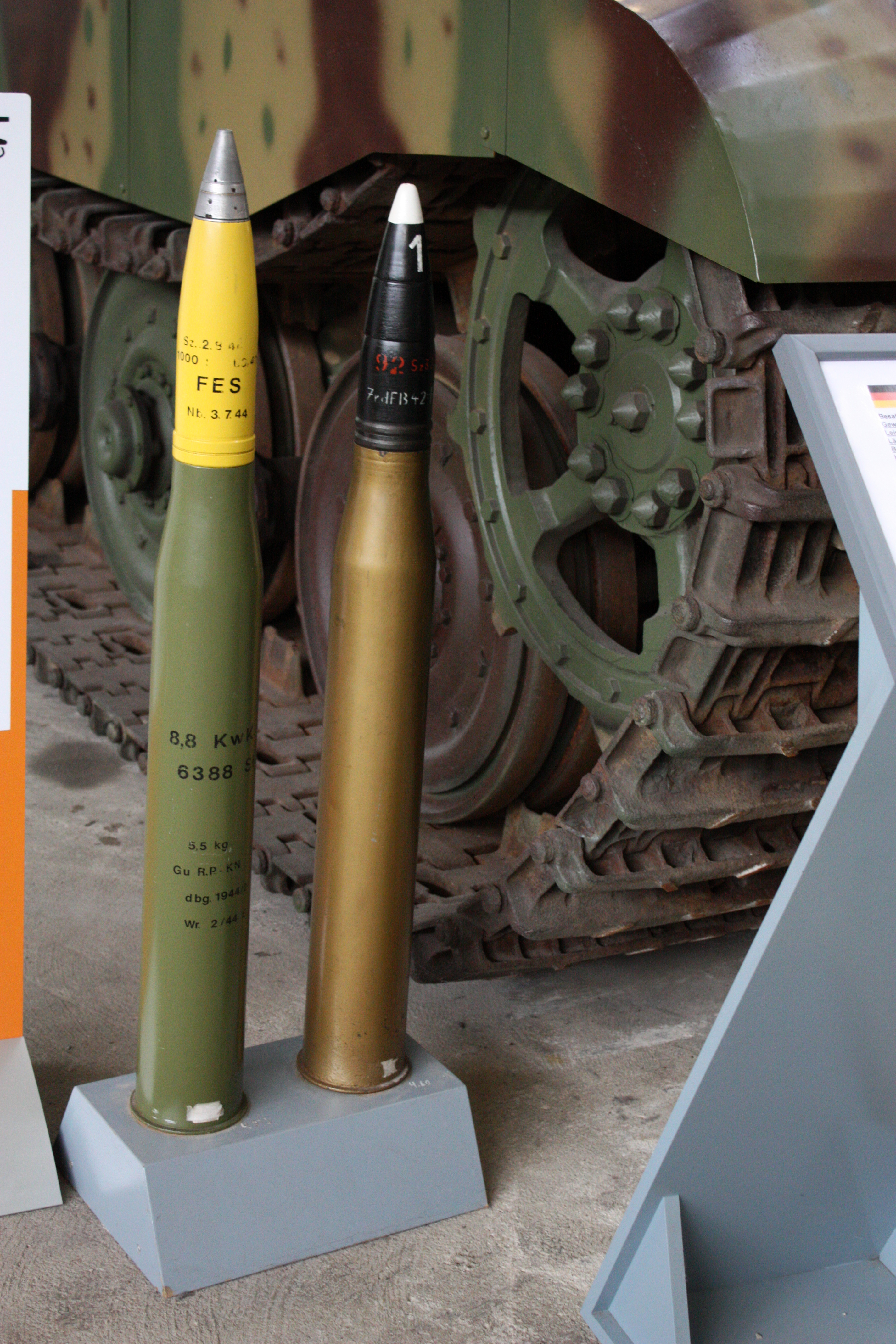
KwK43的炮彈，左邊為HE，右邊為AP

### PzGr. 39/43 APCBC-HE
- 類型: 風帽被帽穿甲高爆彈
- 彈丸重量: 10.4 kg (22.92 lbs)
- 初速: 1,000 m/s (3,281 ft/s)

| 距離 米 | 穿透力 毫米 | 命中 2.5米×2米目標 的概率 | 命中 2.5米×2米目標 的概率 |
| 距離 米 | 穿透力 毫米 | 測試中                    | 戰鬥中                    |
| ------- | ----------- | ------------------------- | ------------------------- |
| 100     | 202         | 100                       | 100                       |
| 500     | 185         | 100                       | 100                       |
| 1000    | 165         | 100                       | 85                        |
| 1500    | 148         | 95                        | 61                        |
| 2000    | 132         | 85                        | 43                        |
| 2500    | n/a         | 74                        | 30                        |
| 3000    | n/a         | 61                        | 23                        |
| 3500    | n/a         | 51                        | 17                        |
| 4000    | n/a         | 42                        | 13                        |

### PzGr. 40/43 APCR
- 類型: 硬芯穿甲彈
- 彈丸重量: 7.3 kg (16 lbs)
- 初速: 1,130 m/s (3,707 ft/s)

| 距離 米 | 穿透力 毫米 | 命中 2.5米×2米目標 的概率 | 命中 2.5米×2米目標 的概率 |
| 距離 米 | 穿透力 毫米 | 測試中                    | 戰鬥中                    |
| ------- | ----------- | ------------------------- | ------------------------- |
| 100     | 238         | 100                       | 100                       |
| 500     | 217         | 100                       | 100                       |
| 1000    | 193         | 100                       | 89                        |
| 1500    | 171         | 97                        | 66                        |
| 2000    | 153         | 89                        | 47                        |
| 2500    | n/a         | 78                        | 34                        |
| 3000    | n/a         | 66                        | 25                        |

### Gr. 39/3 HL（HEAT）
- 類型：破甲彈
- 彈丸重量：7.65 kg（17 lbs）
- 初速：600 m/s（1,968 ft/s）
- 穿透力：90 mm

## 腳註
1. ↑  US Army Technical Manual TM9-1985-3, United States Government Printing Office Washington, 1953
2. ↑  Handbook of Enemy Ammunition Pamphlet No. 12 German Gun and Mortar Ammunition. (2009). UK: Naval and Military Press.
3. 1 2  .   [2014-09-10]. （原始内容存档于2020-01-27）.